# Oscar de Schaetzen

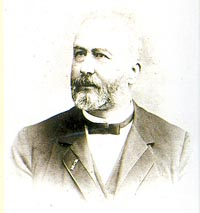
Ridder Oscar de Schaetzen

Oscar Joseph de Schaetzen (Tongeren, 9 april 1836 - 13 september 1907) was een Belgisch volksvertegenwoordiger.

## Levensloop
Ridder de Schaetzen was de zoon van volksvertegenwoordiger Louis de Schaetzen en van Marie-Thérèse de Bellefroid. Hij trouwde met Hortense Schaetzen (1835-1860) met wie hij een zoon had, en trad in tweede huwelijk met Marie de Corswarem (1845-1919) met wie hij elf kinderen had. De nakomelingen zijn talrijk.
Hij was in hoofdzaak bankier. In 1873 stichtte hij de bank Alphonse Slegers, Oscar Schaetzen et Compagnie, die in 1881 Oscar Schaetzen en Compagnie werd. Hij stichtte ook een agentschap in Tongeren van de Algemene Spaar- en Lijfrentekas.
Hij werd ook politiek actief. Van 1864 tot aan zijn dood was hij gemeenteraadslid van Tongeren en was ook tweemaal schepen (1876-1880 en 1885-1891).
Van 1866 tot 1870 en van 1876 tot 1881 was hij provincieraadslid in Limburg.
In 1881 werd hij verkozen tot katholiek volksvertegenwoordiger voor het arrondissement Tongeren en vervulde dit mandaat tot in 1894.
Zijn publieke activiteiten brachten ook andere functies met zich mee:
- secretaris en vervolgens voorzitter van het Sint-Vincentius à Paulogenootschap, conferentie Tongeren,
- voorzitter van de kerkfabriek van Onze-Lieve-Vrouw van Tongeren,
- ondervoorzitter van het Wetenschappelijk en Letterkundig Genootschap voor Limburg,
- provinciaal lid van de Koninklijke Commissie voor Monumenten en Landschappen,
- voorzitter van het Davidsfonds in Tongeren,
- stichter en erevoorzitter van Burgerwelzijn, kas voor onderlinge bijstand,
- lid van het Genootschap voor kunst en geschiedenis in het bisdom Luik.